# Škednjovec
Škednjovec je 2.309 m visoka gora v osrčju Triglavskega narodnega parka. Njen vrh je umeščen med Dolino za Debelim vrhom na jugovzhodu in Mišeljsko dolino na severu, nekoliko odmaknjen od glavnih poti v tem delu Julijskih Alp. Kljub relativno majhni višini in bližini sosednjih vrhov je vrh zelo razgleden. Nanj ne vodi nobena pot, še najlažje dostopen je po ozkem zahodnem grebenu preko vmesnega vrha, ki se začne na sedlu med njim in Vrhom Hribaric.

## Dostop
- 5-6h: od Planinske koče na Vojah (690 m), mimo planin Krstenice in Jezerca, doline za Debelim vrhom na sedlo.